# Павлик Наталія Миколаївна
Наталія Миколаївна Павлик (5 листопада 1964, с. Пологи-Вергуни, Переяслав-Хмельницький р-н, Київська обл.) – українська поетеса, літературознавець, етнограф, член Національної спілки письменників України.

## Короткий опис життя та творчості
Павлик Наталія Миколаївна народилася 5 листопада 1964 року в селі Пологи-Вергуни, що на Переяславщині. Там провела дитячі та юнацькі роки, закінчила школу, після чого вступила до лав студентів Переяслав-Хмельницького педагогічного тоді ще інституту. Після закінчення з відзнакою Переяслав-Хмельницького державного педагогічного університету імені Григорія Сковороди (нині Університет Григорія Сковороди в Переяславі) працює й сьогодні старшим науковим співробітником Національного історико-етнографічного заповідника «Переяслав». 1995 року Спілка письменників України видала на кошти української громади Австралії першу поетичну збірку Наталії Павлик «Подзвін душі», 1997 року вийшла друга книга «Спокуса монаха», 2004 року побачила світ третя збірка «Стеблина полину». «В снігах самоти» (2009) – четверта книга поетеси. 2013 року Н. Павлик видала монографію «Література Переяславщини. Сучасність». 2014 року світ побачив її поетичну збірку «На прощі життя» (Переяслав-Хмельницький: Видавництво «КСВ») Твори Н. Павлик друкувалися в численних антологіях, альманахах та періодиці. У 1999 році Наталію Павлик було прийнято до Національної спілки письменників України.

## Наталія Павлик про свою поезію

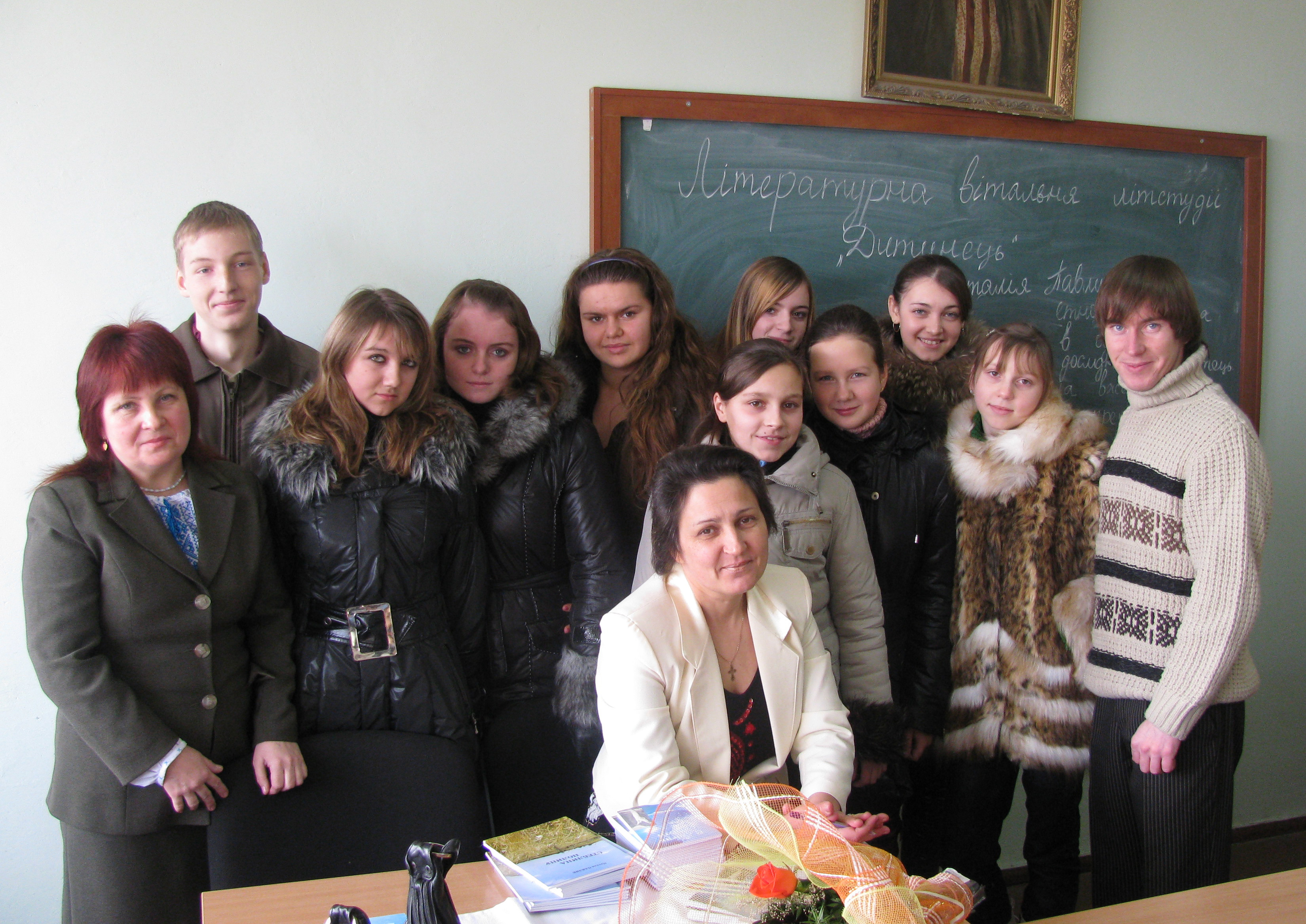
Зустріч членів літстудії "Дитинець" із Наталією Павлик. Переяслав-Хмельницький

Наталія Павлик – письменниця самокритична. Вона вільно висловлюється про свою творчість. Із замітки в газеті «Вісник Переяславщини» (автор Валентина БАТРАК): «... Представляючи свої поетичні збірки, Наталя Павлик так само щиро і захоплююче розповідала про свою долю, про власну психологію творчості – насправді дуже інтимні речі для митця. – Я про себе не можу сказати більше, ніж сказала у віршах, – зауважує Наталя Миколаївна. – Я нічого не хотіла від поезії, байдужа до слави і уваги, не гонилася за кількістю збірочок. Найкраще пишеться тоді, коли відбуваються якісь тектонічні емоційні сплески, надривні події. Найцінніша для мене – остання збірка «На прощі життя». Недавно написала кілька нових віршів патріотичного, громадянського звучання. Один присвятила бандуристу Миколі Товкайлу. А написаний наприкінці 2013 року, коли почався Майдан, адресувався саме Володимиру Федоровичу і виявився пророчим у своїй трагічності – «…Значить Всевишній і небо палить дозволив…» «…» – Я не пишу ні передмов, ні післямов до своїх книг, – сказала авторка. – Мої вірші, можливо, й складні для сприйняття, але так я пишу, так відчуваю світ, людей і себе.»
Детальніше див. тут: http://visnik-press.com.ua/?p=27057 [Архівовано 3 лютого 2015 у Wayback Machine.]

## Дослідження творчості поетеси
Наталія Павлик вже в юності виявляла високі поетичні здібності. Журналіст міськрайонної газети «Переяславська рада» Микола Михняк згадав, як свого часу, ще працюючи в газеті «Комуністична праця» (нині «Вісник Переяславщини»), керував літературною студією і саме йому принесла свої вірші тоді ще школярка Наталя Павлик. Тоді він зазначив, що попри свій досвід, не в змозі допомогти молодій поетесі в покращенні написання віршів, які – вони в неї високого рівня.
Критичний огляд видання міститься у статті літературознавця, доцента О. Будугай «Відбуваюсь в однині»: екзистенційні мотиви збірки лірики Наталії Павлик «В снігах самоти» (статтю надруковано в книзі «Теоретична і дидактична філологія: Збірник наукових праць / За заг. ред. Г. Л. Токмань. – Випуск 10. – К.: ДП «Інформаційно-аналітичне агентство», 2011. – С. 62–70»). Зокрема, дослідниця зазначила:
Наталії Павлик притаманне чи не найбільше диво в людині – її духовність, здатність у своїх думках та ідеях «виходити» за межі свого безпосереднього існування, носити в собі всесвіт, підпорядковувати свої дії не тільки елементарним принципам, але й моральним нормам і з позицій цих норм оцінювати твої вчинки як справедливі чи не справедливі, гідні чи не гідні, добрі чи злі.
Лірика Наталії Павлик пройнята наскрізною філософічністю. Вона вистраждана, тому викликає довіру читача.

...Складні екзистенціальні проблеми порушуються у чотиривіршах, а звучать коротко й нагадують влучні постріли. У них поєднано ознаки вірша-рани й вірша-перемоги, вивищення над буденним, проминальним...

Сила любові, яку оспівує Наталія Павлик, виховує людину духовну, спонукає її до духовної праці, самовдосконалення, робить благороднішою, чистою, підносить у думках.
Інтимній ліриці Наталії Павлик притаманні використання лексики й мікрообразів-символів зі сфери українознавства і релігієзнавства, її вірші можуть нагадувати незагойні рани, обпалені, але живі міцним коренем дерева, Вони правдиві, оскільки закорінені в глибини національного, архетипного. Можна виокремити такі художні домінанти в її поезії: філософічність, космізм, акцент на потребі національної гармонії, гуманізм, футурофілія, тобто невмируща любов і віра в спільне з коханим майбутнє, бодай в інших вимірах буття.

## Наукові публікації Наталії Павлик
Об’єктами наукових студій Наталії Павлик є література та етнографія. Серед постатей митців є класики та сучасники, чиї здобутки торкнулися наукових струн поетеси. В поле її літературознавчого зору в різні роки потрапили: Тарас Шевченко, Станіслав Вишенський, Іван Коваленко, Іван Кирій, Ольга та Андрій Будугаї, Світлана Мірошниченко, Сучасні митці Переяславщини та інші. Зі списком найголовніших наукових публікацій Н.Павлик можна ознайомитися тут:
http://www.niez-pereyaslav.com.ua/2013-09-04-11-31-38/339-2013-10-17-12-28-02 [Архівовано 4 березня 2016 у Wayback Machine.]